# 이이다 다쓰미
이이다 다쓰미(일본어: 飯田 健巳, 1985년 7월 22일 ~ )는 일본의 전 축구 선수이다.

## 구단 경력
그는 2009년부터 2017년까지 J리그의 요코하마 FC, 도치기 SC, 카탈레 도야마에서 활동하였다.